# Victim
Victim (bra: Meu Passado Me Condena) é um filme britânico de 1961 do gênero neo-noir e suspense, dirigido por Basil Dearden e estrelado por Dirk Bogarde e Sylvia Syms. Foi o primeiro filme britânico a nomear explicitamente a homossexualidade e abordá-la de forma compassiva.
Estreou no Reino Unido em 31 de agosto de 1961 e nos Estados Unidos em fevereiro seguinte. Em seu lançamento no Reino Unido, o filme gerou grande controvérsia na Junta Britânica de Censura de Filmes, e nos EUA, foi recusado um selo de aprovação do Código de Produção de Filmes Cinematográficos Americanos.
Apesar da controvérsia, o filme recebeu aclamação e é considerado agora um clássico britânico, além de ter sido creditado por liberalizar as atitudes em relação à homossexualidade na Grã-Bretanha.

## Sinopse
Em Londres no início da década de 1960, o advogado Melville Farr (Dirk Bogarde) está no caminho do sucesso. Com sua prática ganhando casos e um casamento amoroso com sua esposa (Sylvia Syms), a carreira e a vida pessoal de Farr são quase idílicas. No entanto, quando chantagistas associam Farr a um jovem gay (Peter McEnery), tudo pelo que Farr trabalhou é ameaçado. Acontece que Farr é um homossexual enrustido, o que é problemático devido às leis anti-sodomia da Grã-Bretanha. Mas em vez de ceder, Farr decide lutar.

## Elenco
- Dirk Bogarde como Melville Farr
- Sylvia Syms como Laura Farr
- Dennis Price como Calloway
- Nigel Stock como Phip
- Peter McEnery como Boy Barrett
- Donald Churchill como Eddy Stone
- Anthony Nicholls como Lord Fullbrook
- Hilton Edwards como P.H.
- Norman Bird como Harold Doe
- Derren Nesbitt como Sandy Youth
- Alan MacNaughtan como Scott Hankin
- Noel Howlett como Patterson
- Charles Lloyd-Pack como Henry
- John Barrie como Detective Inspector Harris
- John Cairney como Bridie
- David Evans como Mickey
- Peter Copley como Paul Mandrake
- Frank Pettitt como Barman
- Mavis Villiers como Madge
- Margaret Diamond como Miss Benham
- Alan Howard como Frank
- Dawn Beret como Sylvie
- John Bennett como Undercover Detective (uncredited)
- John Boxer como Policeman in Cell (uncredited)
- Frank Thornton como George, Henry's assistant (uncredited)

## Contexto histórico e produção
As relações homossexuais entre homens eram ilegais na Inglaterra e País de Gales até a Lei de Delitos Sexuais de 1967, que implementou as recomendações do Relatório Wolfenden, publicado uma década antes. O fato de que participantes dispostos em atos homossexuais consensuais poderiam ser processados os tornava vulneráveis a armadilhas, e a criminalização da homossexualidade era conhecida como "carta branca para chantagistas". Homossexuais eram processados e os jornais sensacionalistas cobriam os processos judiciais. No entanto, em 1960, a polícia demonstrava pouco entusiasmo em processar aqueles envolvidos em atividades homossexuais. Havia uma inclinação para "fechar os olhos" para a homossexualidade, porque havia um sentimento de que o código legal violava liberdades básicas. No entanto, o desprezo público, mesmo na ausência de acusações criminais, continuou a exigir que os homossexuais mantivessem sua identidade em segredo e os tornava vulneráveis a chantagem. O filme trata da homossexualidade de maneira não sensacionalista.
A roteirista Janet Green havia colaborado anteriormente com Basil Dearden em um filme britânico sobre "problemas sociais", Sapphire, que tratava do racismo contra imigrantes afro-caribenhos no Reino Unido no final dos anos 1950. Após ler o Relatório Wolfenden e tomar conhecimento de várias acusações de alto perfil contra homens gays, ela se tornou uma grande defensora da reforma da lei sobre a homossexualidade. Ela escreveu o roteiro com seu marido, John McCormick. Apesar de seu tema então controverso, o filme era de outras formas bastante convencional e casto. Farr não tinha relações sexuais com Barrett nem com o homem que amava na universidade. A audiência é permitida apenas uma visão de uma foto de duas cabeças: Farr e Barrett vistos do outro lado da impressão, e o roteiro enfatiza o fato de que apenas as lágrimas de Barrett sugerem algo indevido, junto com a quebra de tabus sociais por serem de diferentes classes e de idades distintas. Além disso, o filme promete que Farr e Laura permanecerão unidos e fiéis um ao outro. Como escreveu Pauline Kael:
O herói do filme é um homem que nunca cedeu a seus impulsos homossexuais; ele os enfrentou - isso faz parte de seu heroísmo. Talvez seja por isso que ele parece ser um herói tão entediante e estereotipado... A terrível ironia envolvida é que Dirk Bogarde parece tão aflito, tão angustiado pelo sacrifício de reprimir sua homossexualidade, que o filme parece dar um soco no estilo de vida heterossexual.
A linguagem usada pelo roteiro para descrever seu tema controverso atraiu comentários. Ela usou "termos coloquiais familiares", escreveu um crítico sem especificá-los, mesmo ao se referir à "homossexualidade", "a anormalidade" e "a condição". O termo "queer" - então um termo pejorativo ainda não adotado por defensores dos direitos LGBT - é usado várias vezes no filme. "FARR IS QUEER" é pintado na porta da garagem de Farr. Farr e outros personagens usam o termo. O termo mais educado "invertido" também aparece.
Quando a equipe do produtor Michael Relph e do diretor Basil Dearden abordou Dirk Bogarde, vários atores já haviam recusado o papel, incluindo Jack Hawkins, James Mason e Stewart Granger. Em 1960, Bogarde tinha 39 anos e era considerado um dos atores mais populares do cinema britânico.  Ele havia passado 14 anos sendo escalado como um ídolo de matinê pela Rank Organisation. Ele havia se destacado interpretando heróis de guerra (The Sea Shall Not Have Them; Ill Met by Moonlight); ele era a estrela da série de filmes Doctor de grande sucesso; e ele era um galã confiável em filmes como A Tale of Two Cities. Ele estava flertando com uma carreira maior em Hollywood ao interpretar Franz Liszt em Song Without End. O público britânico o havia eleito como o ator de cinema britânico favorito por anos.
Bogarde era suspeito de ser homossexual, morava na mesma casa que seu empresário, Anthony Forwood, e era obrigado a ser visto ocasionalmente em público com mulheres atraentes. Ele não pareceu hesitar em aceitar o papel de Farr, um advogado casado com um passado homossexual que ele ainda não conseguiu superar completamente. Bogarde escreveu pessoalmente a cena em que Farr admite à sua esposa que é gay e continua a se sentir atraído por outros homens, apesar de suas afirmações anteriores em contrário.
Em seu primeiro projeto de filme independente em seu 34º filme, Bogarde disse em 1965: "Pela primeira vez, eu estava interpretando minha própria idade. Na Rank, a regra fixa era que eu tinha que parecer bonito. Victim acabou com esse absurdo." Ele escreveu anos depois em sua autobiografia que seu pai havia sugerido que ele fizesse The Mayor of Casterbridge, "Mas eu fiz Victim em vez disso, ... interpretando o advogado com a esposa amorosa, uma governanta leal, secretária devotada e a Paixão Secreta. Foi a decisão mais sábia que já tomei em minha vida cinematográfica. É extraordinário, nesta era excessivamente permissiva [por volta de 1988], acreditar que este modesto filme pudesse ter sido considerado corajoso, ousado ou perigoso de se fazer. Na época, foi tudo isso."
Da mesma forma, embora várias atrizes tivessem recusado o papel, Sylvia Syms aceitou prontamente o papel de Laura. O crítico de cinema inglês Mark Kermode observa que suas razões para isso incluíam trabalhos anteriores no teatro com John Gielgud, o que a expôs às leis que envolviam a homossexualidade na época, e que um amigo da família havia morrido por suicídio após ser acusado de ser gay. Consequentemente, ela sentiu que a história do filme precisava ser contada. Outros membros do elenco que eram gays incluíam Dennis Price e Hilton Edwards.

## Filmagens
Syms posteriormente lembrou que as filmagens tiveram que ser concluídas em apenas 10 dias. As locações de filmagem incluíram Salisbury, em Covent Garden. O projeto foi originalmente intitulado Boy Barrett e o nome foi alterado para Victim no final da produção. Relph e Dearden reconheceram que o filme foi projetado para ser "um protesto aberto contra a lei da Grã-Bretanha que considera a homossexualidade um ato criminoso".

## Reação dos censores

### Censores britânicos
Um oficial da Junta Britânica de Classificação de Filmes (BBFC) apresentou sua visão sobre a homossexualidade no cinema: "para a grande maioria dos espectadores de cinema, a homossexualidade está fora de sua experiência direta e é algo chocante, desagradável e repugnante". Relph disse que em Victim, pelo contrário: "O que queremos dizer é que o homossexual, embora sujeito a uma variação psicológica ou glandular da normalidade sexual, é um ser humano sujeito a todas as emoções de outros seres humanos, e merece a nossa compreensão. A menos que ele procure corromper os outros, é errado que a lei o persegue por causa de sua inversão." Ele disse que Victim era "uma história não de glândulas, mas de amor."
Embora várias cenas controversas tenham sido cortadas antes do lançamento do filme durante as discussões com a BBFC, incluindo cenas com adolescentes. a BBFC ainda classificou o filme como "X"; ou seja, "recomendado apenas para adultos", uma classificação que na época geralmente era dada a filmes eróticos ou de terror. Em uma carta aos cineastas, o secretário da BBFC levantou quatro objeções ao filme. Primeiro, um personagem masculino diz sobre outro homem: "Eu o queria". Segundo, referências ao "autocontrole" no roteiro revisado foram omitidas da discussão filmada sobre homossexualidade, deixando a discussão "sem contrapeso suficiente". Terceiro, o filme insinua que a homossexualidade é uma escolha, o que "é uma ideia perigosa para incutir nas mentes dos adolescentes que assistem ao filme". Por fim, o chantagista que faz um discurso contra a homossexualidade é tão antipático que as opiniões expressas serão desacreditadas.

### Censores estadunidenses
Nos Estados Unidos, a Motion Picture Association of America's Production Code Administration, a junta de autocensura da indústria cinematográfica que aplicava as diretrizes estabelecidas pelo Motion Picture Production Code, negou a Victim seu selo de aprovação. Um porta-voz citou a "discussão franca e clínica da homossexualidade" no filme e seus "apelos abertamente expressos pela aceitação social do homossexual, até o ponto em que ele seja socialmente tolerável". Ele observou que o tema da homossexualidade era aceitável sob o recém-flexibilizado Production Code se tratado com "cuidado, discrição e contenção".
O chefe do distribuidor nos EUA apelou da decisão e anunciou que o filme seria lançado em fevereiro, mesmo que seu apelo fosse negado. Ele o descreveu como um "filme elegante sobre um assunto delicado". Alguns anos antes do lançamento de Victim, os cineastas de Suddenly, Last Summer (1959) conseguiram persuadir os censores do código a permitir que seu filme usasse a homossexualidade como um dispositivo de enredo, mas apenas apresentando-o por meio de insinuações enigmáticas, e o filme teve que ilustrar os "horrores desse estilo de vida". Victim, em contraste, foi considerado muito franco em seu tratamento da homossexualidade e não foi aprovado inicialmente pelo código de censura.
No entanto, em 1962, o Hollywood Production Code concordou em suspender a proibição de filmes que usassem a homossexualidade como dispositivo de enredo. Alguns anos depois, o código foi substituído pelo MPAA film rating system, que introduziu um sistema de classificação etária adequado para filmes. À medida que as atitudes se tornaram mais liberais, as classificações do filme foram revisadas.
Quando Victim foi lançado em VHS nos EUA em 1986, recebeu a classificação PG-13.

## Recepção
Victim estreou no Cinema Odeon em Leicester Square em 31 de agosto de 1961. A estreia nos Estados Unidos ocorreu em duas salas de cinema em Nova York em 5 de fevereiro de 1962.
Foi a única entrada britânica no Festival de Cinema de Veneza em 1961, onde um crítico italiano comentou: "finalmente os britânicos deixaram de ser hipócritas".

### Recepção crítica
As críticas britânicas elogiaram a atuação de Bogarde como a melhor de sua carreira e elogiaram sua coragem em assumir o papel. Uma revista de Londres chamou o filme de "o filme britânico mais francamente sincero já produzido". Um revisor anônimo do The Times comentou que Victim pode não dizer muito sobre as questões relacionadas à natureza do 'amor' e o "sentimento genuíno" dos homens gays um pelo outro, "mas o que ele diz é racional e justo; e convida à consideração compassiva dessa forma específica de escravidão humana". No entanto, o crítico Terence Kelly da Sight and Sound viu problemas no filme e escreveu que Victim contém "um tour pelas partes mais respeitáveis do submundo homossexual de Londres, com vislumbres das maneiras como diferentes homens lidam ou são destruídos por sua anormalidade". Ele comentou que o filme "condena inequivocamente a maneira" pela qual a chantagem "é incentivada pelo atual estado da lei".
Bosley Crowther escreveu que o filme "parece mais substancial e impressionante do que seu conteúdo dramático justifica", pois "trata de um tema que até então tem sido estudiosamente evitado ou apenas insinuado cautelosamente na tela comercial". Ele achou o roteiro "rotineiro" e "mal construído" como drama, mas bem-sucedido como argumento político:

[E]m uma exposição franca e deliberada da presença bem conhecida e do infortúnio do homossexual taciturno na sociedade moderna, certamente é inédito e intelectualmente audacioso. Não faz rodeios sobre a existência do problema e sobre o uso dos termos coloquiais familiares. O simples fato de que a homossexualidade como condição é apresentada de forma honesta e sem sensacionalismo, com o devido respeito pelo dilema e o pathos, torna este um filme extraordinário.
Ele qualificou sua apreciação da atuação de Bogarde: "Dirk Bogarde faz um trabalho forte, enérgico e direto, talvez com um pouco de melancolia e angústia em sua atitude, de vez em quando". Ele resumiu sua visão mista: "Embora o tema seja desagradável, não é tratado de forma desagradável. E embora o drama não seja emocionante, ele tem um apelo intelectual definido."
Chris Waters, no entanto, argumenta que Victim deu como certo que a homossexualidade era um problema social que precisava ser explorado de forma calma e imparcial, como resultado das "consequências das dislocações sociais associadas à guerra e das várias ansiedades a que deram origem". Ele elabora isso ainda mais, referindo-se a Kenneth Soddy, um médico do Departamento de Medicina Psicológica do Hospital Universitário do University College London, que escreveu em 1954 que, embora a homossexualidade em si não incomodasse a comunidade, sua "perturbação social" durante a guerra causou "variações nas práticas sociais e sexuais que geram ataques de ansiedade pública aguda". Como tal, ele argumenta que o filme retrata a homossexualidade de maneira sensacionalista, o que teria atraído deliberadamente a atenção pública para a questão.
Antes do lançamento do filme nos EUA, um relatório de notícias no The New York Times descreveu Victim como uma obra política: "o filme é uma condenação dramatizada, baseada no Relatório Wolfenden, das leis britânicas sobre homossexualidade."
Em relação a uma temporada retrospectiva dos filmes de Bogarde no BFI Southbank, Peter Bradshaw argumenta que, cinquenta anos depois, Victim não funciona necessariamente "como um estudo sobre a homossexualidade", mas sim como um estudo sobre "chantagem e paranoia". Ele observa que Melville nunca se envolve em atos homossexuais, mas sim "parece" ter uma "paixão não consumada por um jovem na universidade..." e depois um relacionamento com um "jovem trabalhador da construção", ambos arranjos não consumados para provar seu interesse. Ele argumenta que a iluminação de Bogarde é mais assombrosa do que o necessário nas cenas de confronto com sua esposa e faz referência ao trabalho de Patrick Hamilton, que frequentemente retratava "o mundo sórdido e repugnante de bares e bares em torno do West End de Londres", visto ao longo do filme que contribui para "o mundo estranho e oculto de chantagem, conspiração e vergonha, e a baixeza de um certo tipo de Londres, que Victim destaca como seu ponto alto".
Victim tornou-se um filme de grande importância sociológica; muitos acreditam que desempenhou um papel influente na liberalização das atitudes e leis na Grã-Bretanha em relação à homossexualidade. Alan Burton também destacou que, apesar de atrair "muitas críticas e debates, em grande parte em termos de suas prescrições liberais e sua abordagem 'tímida' de um tema controverso", Victim teve um "impacto significativo nos homens gays que lutavam com sua identidade e subjetividade em um momento em que sua sexualidade era potencialmente ilegal".

### Bilheteria
O filme não foi um grande sucesso de bilheteria, mas foi popular, e até 1971, havia obtido um lucro estimado de £51.762.

## Mídia doméstica
O filme foi lançado em DVD pela The Criterion Collection em janeiro de 2011, como parte de um conjunto "Eclipse". O filme foi lançado em Blu-ray pela Network em julho de 2014.

## Adaptações
O filme foi adaptado para um romance com o mesmo nome por Arthur Calder-Marshall, que escreveu sob o nome de William Drummond. A adaptação foi encomendada pelos produtores e era uma forma típica de promover um filme na era anterior ao Home video. O romance diferia em detalhes (Farr é Carr no livro) e, às vezes, os personagens são um pouco transformados.. O livro, por exemplo, fornece uma justificativa para o ódio de um dos chantagistas aos gays, e Carr questiona se ele se casou com Laura porque ela se assemelha muito a seu irmão, de quem Carr é apaixonado há muito tempo "sentimentalmente".
Em julho de 2017, em comemoração ao 50º aniversário do Sexual Offences Act, a BBC Radio 3 transmitiu uma peça dramatizando a produção do filme, com Ed Stoppard como Bogarde.